# Крізь крижану імлу
Крізь крижану імлу (рос. Сквозь ледяную мглу) — радянський історично-біографічний чорно-білий художній фільм 1965 року, знятий режисерами Аркадієм Кольцатим і Львом Рудніком на кіностудії «Мосфільм».

## Сюжет
За мотивами оповідань Зої Воскресенської. Про перебування В. І. Леніна у Фінляндії у 1906—1907 роках.

## У ролях
- Юрій Каюров — Володимир Ілліч Ленін
- Людмила Охотнікова — Надія Костянтинівна Крупська
- Афанасій Кочетков — Олексій Максимович Горький
- Микола Сморчков — Михайло Іванович Калінін
- Борис Кордунов — Леонід Борисович Красін
- Генрієтта Єгорова — Олена Дмитрівна Стасова
- Гліб Стриженов — товариш Костянтин
- Олег Голубицький — Смирнов
- Валентина Бєляєва — Анні
- Лідія Драновська — Санні
- Олександра Панова — Євгенія Карлівна, мати Смирнова
- Костянтин Тиртов — Борг
- Микола Граббе — рибалка
- Свен Б'йоркегрен — Вільхо, син рибалки
- Валентин Кулик — Карлсон
- Петро Любешкін — Юхим Петрович
- Ігор Горбачов — Огородников
- Олександр Смирнов — Герасимов
- Володимир Ємельянов — шеф поліції
- Маріанна Стриженова — Софія Володимирівна Паніна, графиня
- А. Баранов — Федір Дан
- Микола Бармін — жандарм
- Валентин Брилєєв — агент охранки
- Олена Вольська — Ельза, дружина рибалки
- Віктор Колпаков — Аалто, констебль
- Костянтин Зорін — епізод

## Знімальна група
- Режисери — Аркадій Кольцатий, Лев Руднік
- Сценарист — Дмитро Васіліу
- Оператор — Аркадій Кольцатий
- Художники — Михайло Карташов, Леонід Платов